# Amthausgasse (Bern)

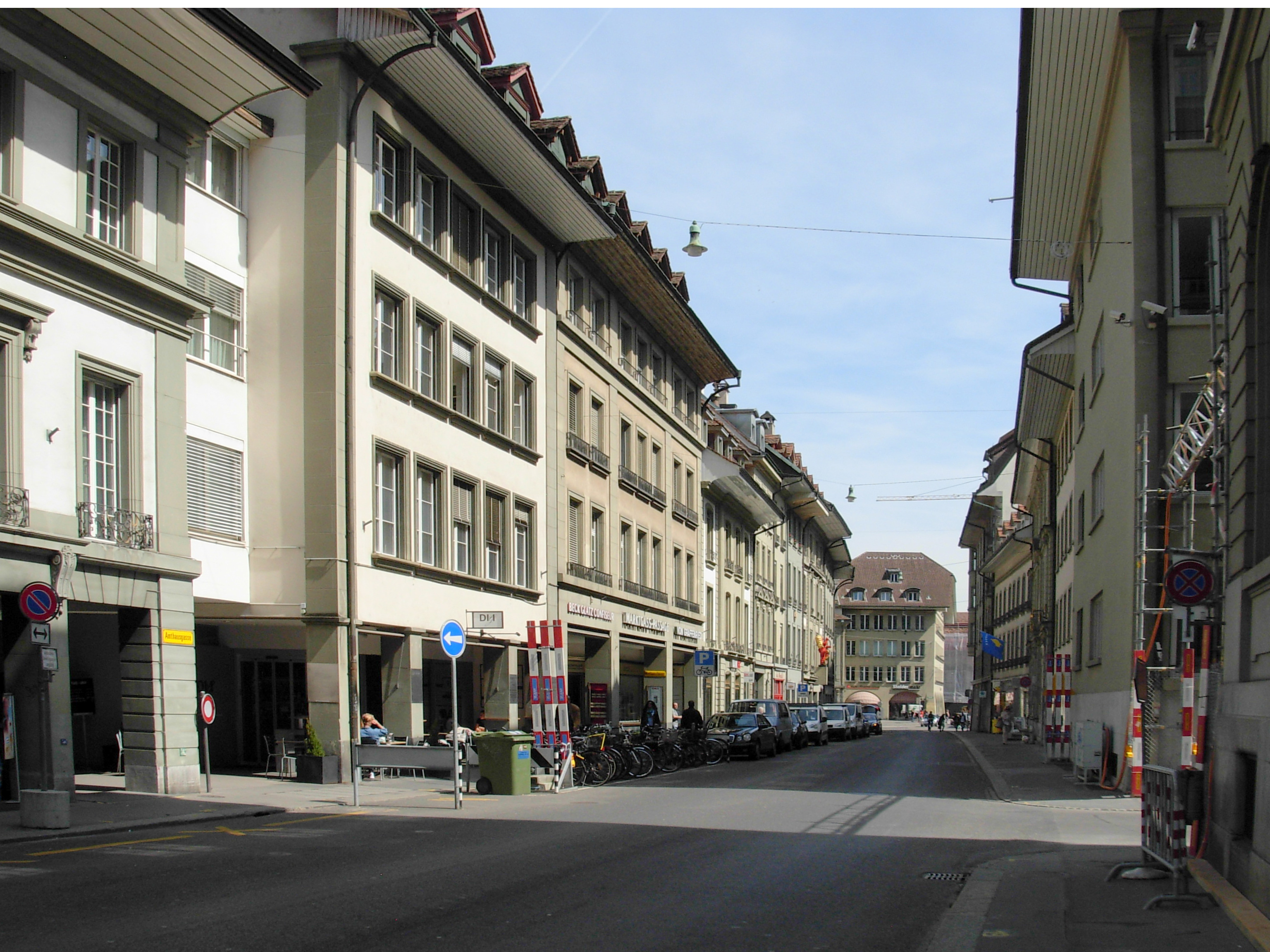
Amthausgasse, Blick Richtung Casinoplatz

Die Amthausgasse ist eine historische Strasse in der Altstadt von Bern, dem mittelalterlichen Stadtzentrum von Bern (Schweiz). Die Gasse verbindet den Bundesplatz im Westen mit dem Theaterplatz im Osten. Das namensgebende Amtshaus befindet sich seit 1900 an der Hodlerstrasse 7.

## Lage
Die Gasse gehört seit 1798 zum Gelben Quartier, ersichtlich am gelben Strassennamensschild.

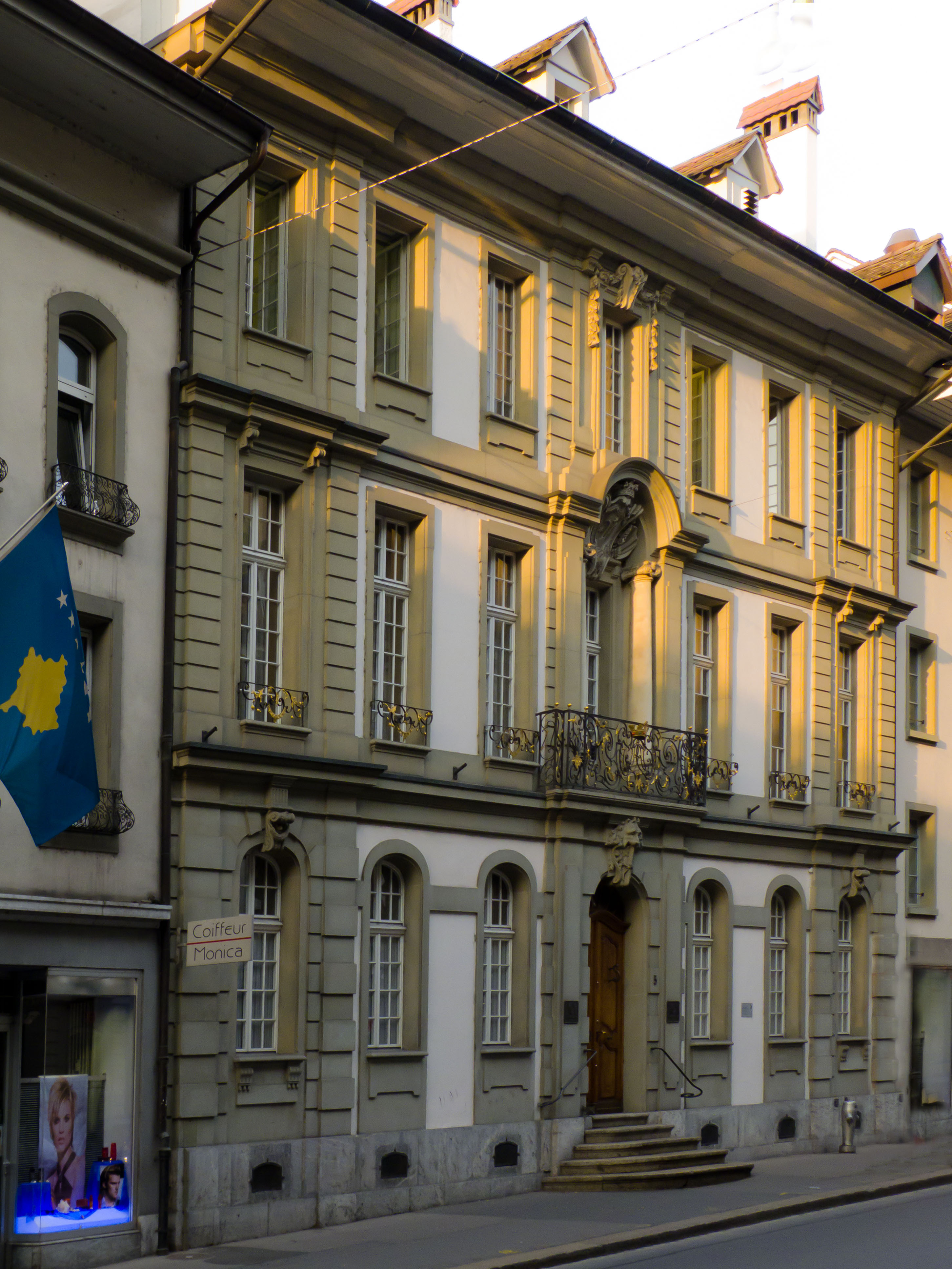
Marcuard-Haus, Amthausgasse 5

Senkrecht zur Amthausgasse verläuft das schmale Amthausgässchen zwischen Marktgasse und Kochergasse. Es hiess im 19. Jahrhundert Judengässchen und seit 1878 Amthausgässchen. Dessen südliche Verlängerung trägt seit 1963 den Namen Inselgasse.
Weitere Passagen zur Marktgasse sind die Marktgass-Passage und die Kaiserhaus-Passage.
Schauplatzgasse (nach dem Bundesplatz) und Münstergasse (nach dem Theaterplatz/Casinoplatz) bilden eine Verlängerung der Gasse.

## Geschichte
Die Amthausgasse ist Teil der Inneren Neustadt, welche während der Expansion von 1255 bis 1260 gebaut wurde. Die Amthausgasse ist Teil der von der UNESCO als kulturelles Welterbe anerkannten Altstadt von Bern.
Die Strasse hiess ursprünglich Schinkengasse (erstmals 1320 belegt), dann um 1740 Judengasse, während der französischen Besatzungsperiode 1798–1803 Bürgergasse, dann wieder Judengasse und schliesslich seit
1878 offiziell Amthausgasse. Der Name stammt vom Amthaus, das sich ab 1847 an der Amthausgasse 7 befand. Seit 1900 befindet sich das Amthaus an der Hodlerstrasse 7 und nicht mehr an der Amthausgasse, was zu Verwirrungen führen kann. 

## Gebäude
Das Marcuard-Haus (ehemalige Burgerkanzlei, früher auch Burgerhaus genannt) an der Amthausgasse 5 ist im Schweizerischen Inventar der Kulturgüter von nationaler und regionaler Bedeutung (KGS-Nr. 616) verzeichnet. Das 1763/65 für Johann Rudolf Fischer-Sellon (1733–1806) erbaute Haus war von 1836 bis zum Erwerb durch die Burgergemeinde 1949 im Besitz der Familie Marcuard. Die Burgergemeinde verlegte ihre Kanzlei 2014 vom Burgerhaus ins Burgerspital. Daraufhin mietete die Bundesverwaltung die Räumlichkeiten zuerst für eines ihrer Generalsekretariate und später zu Repräsentationszwecken.
Das Haus der Gesellschaft zu Mittellöwen (Amthausgasse 6) war bis 1904 gleichzeitig der «Gasthof zum goldenen Falken», das bedeutendste Hotel in Bern des Mittelalters und der Neuzeit. Mittellöwen kaufte das Haus 1722.
Ein 1789 von Niklaus Sprüngli geschaffener Brunnen in der Amthausgasse wurde 1837 durch einen neuen Amthausbrunnen auf der Höhe der Hausnummer 15 ersetzt, der 1913 abgebrochen und teilweise anderswo wieder verwendet wurde.

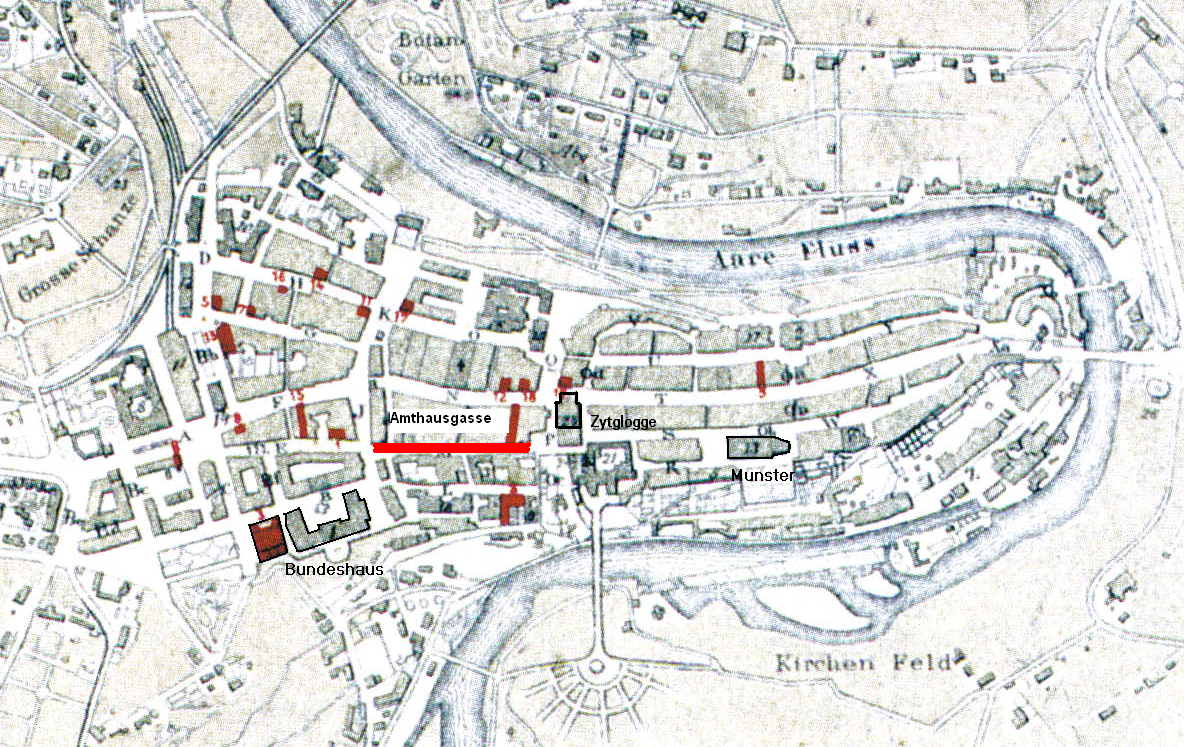
Amthausgasse (rot) in einer Karte von 1882
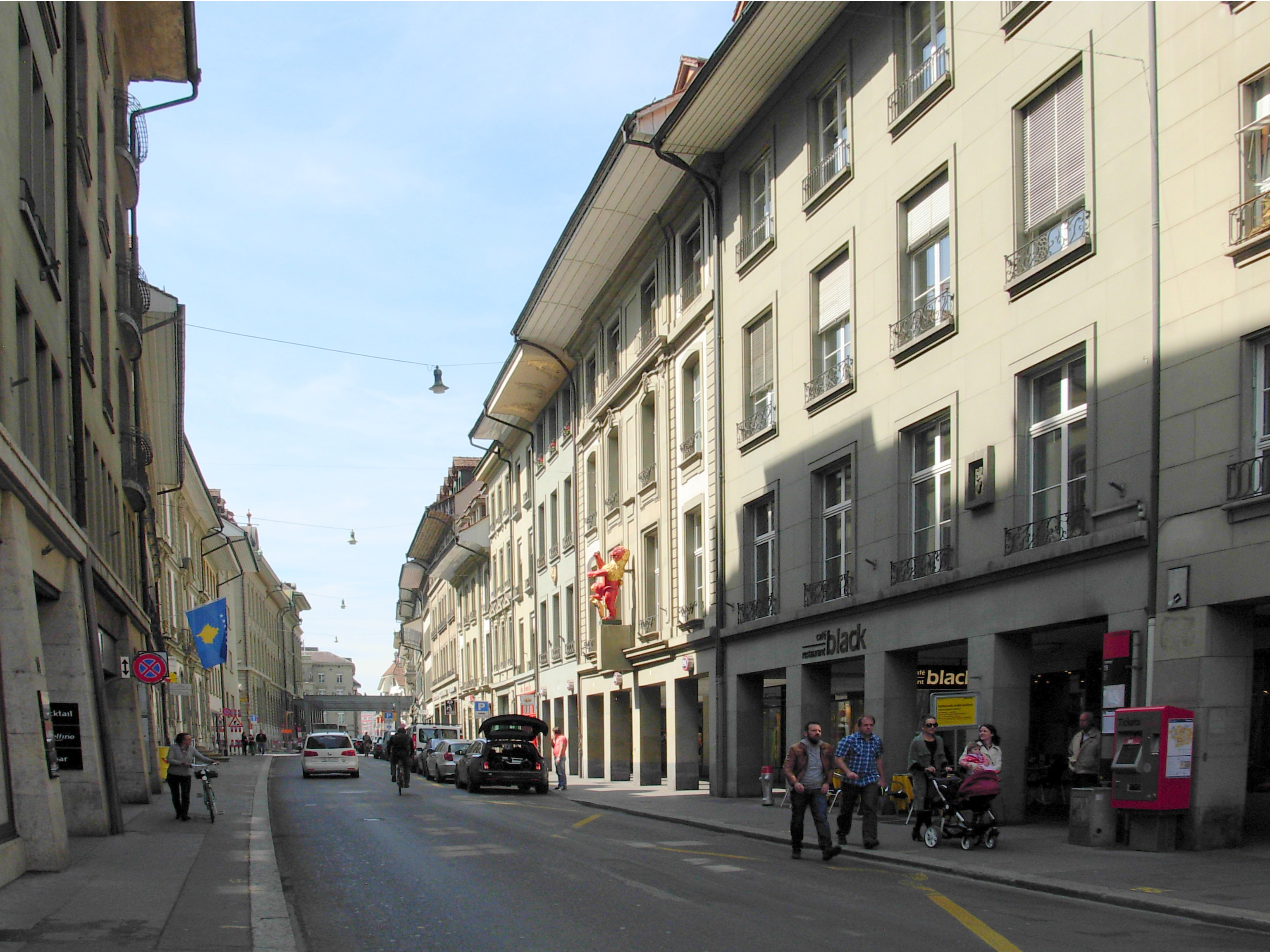
Blick durch die Amthausgasse in Richtung Bundesplatz
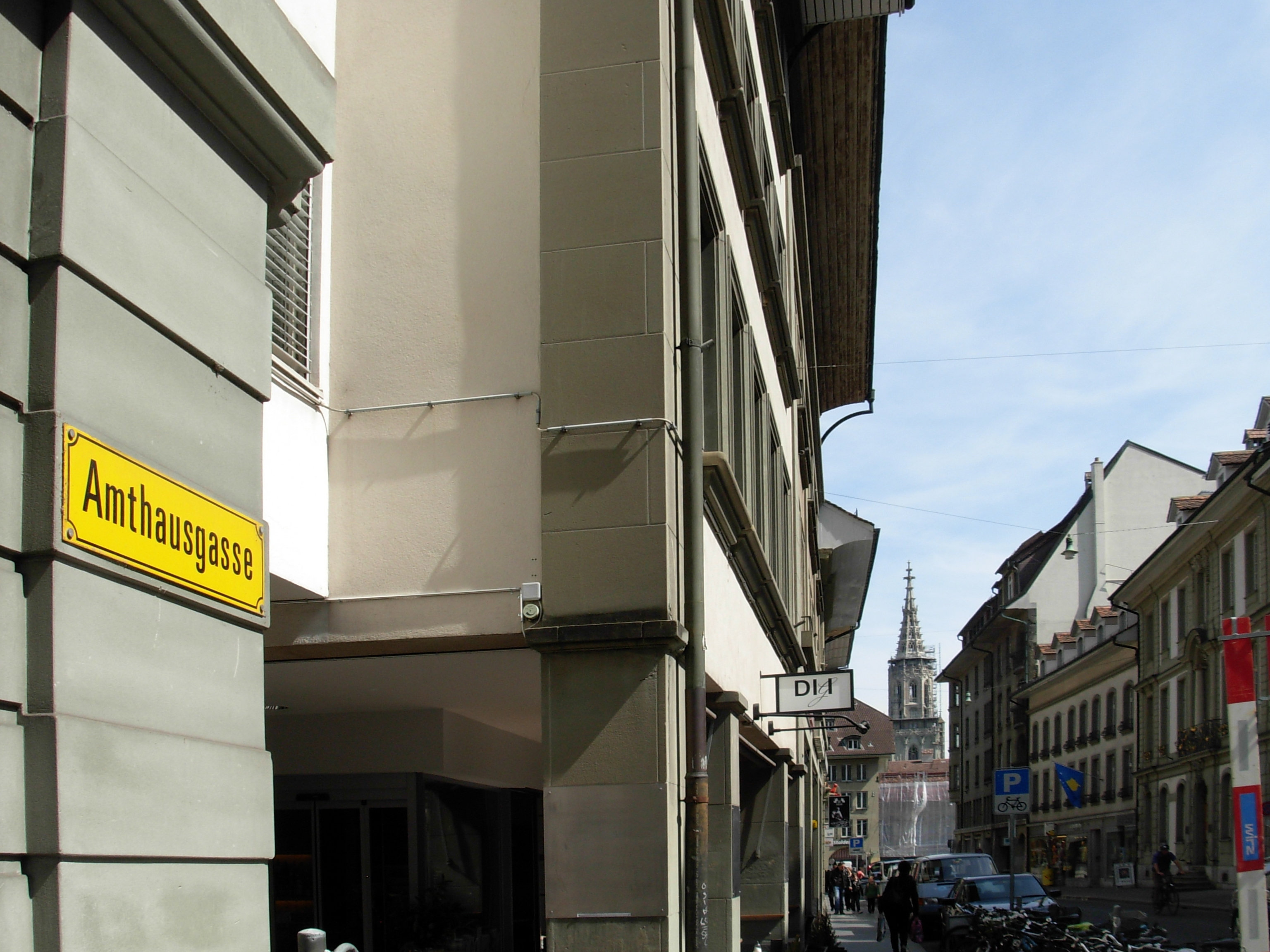
Im Hintergrund das Berner Münster. Vorne ein im Gelben Quartier übliches gelbe Strassenschild.
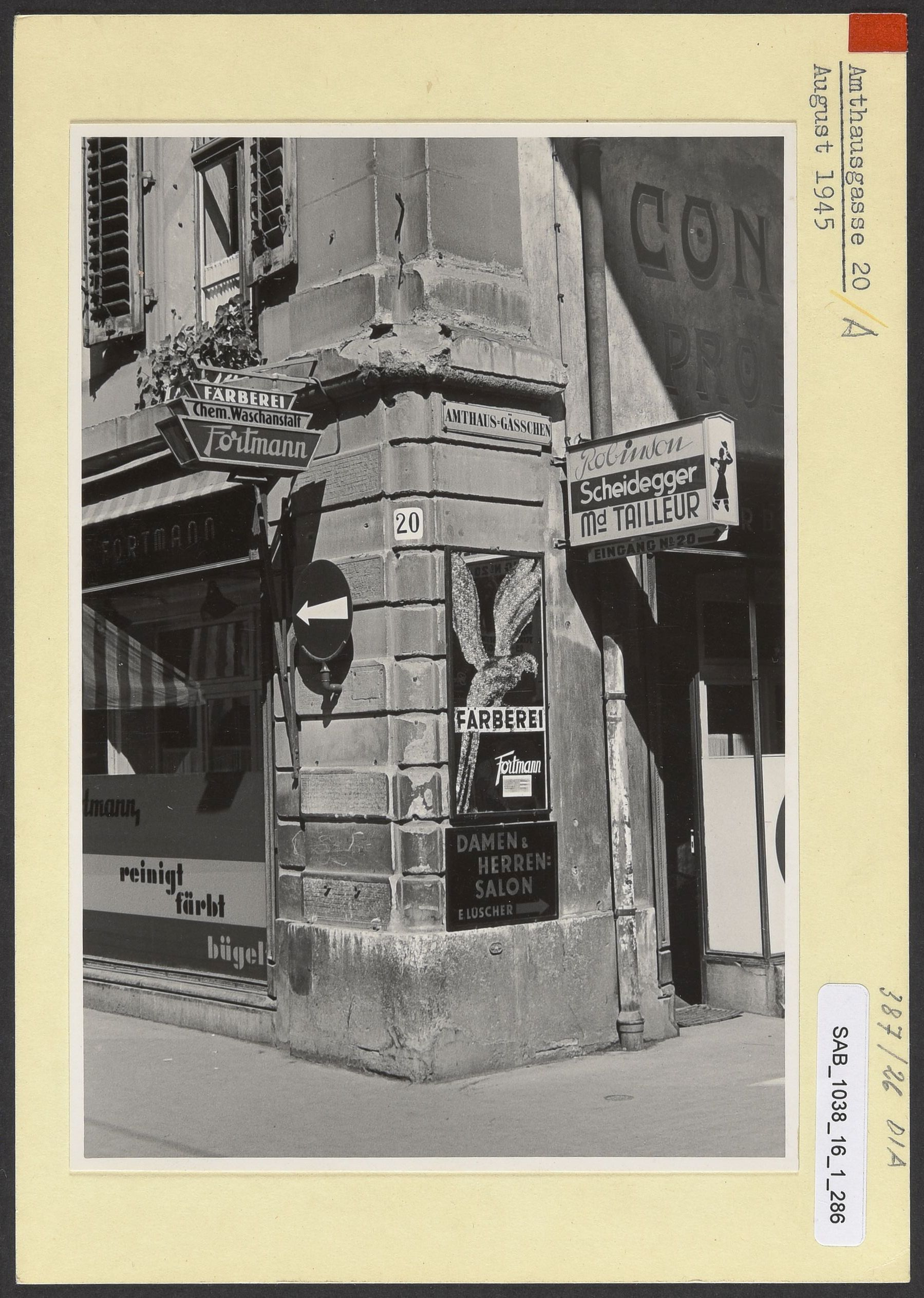
Abzweigung ins Amthausgässchen (1945)
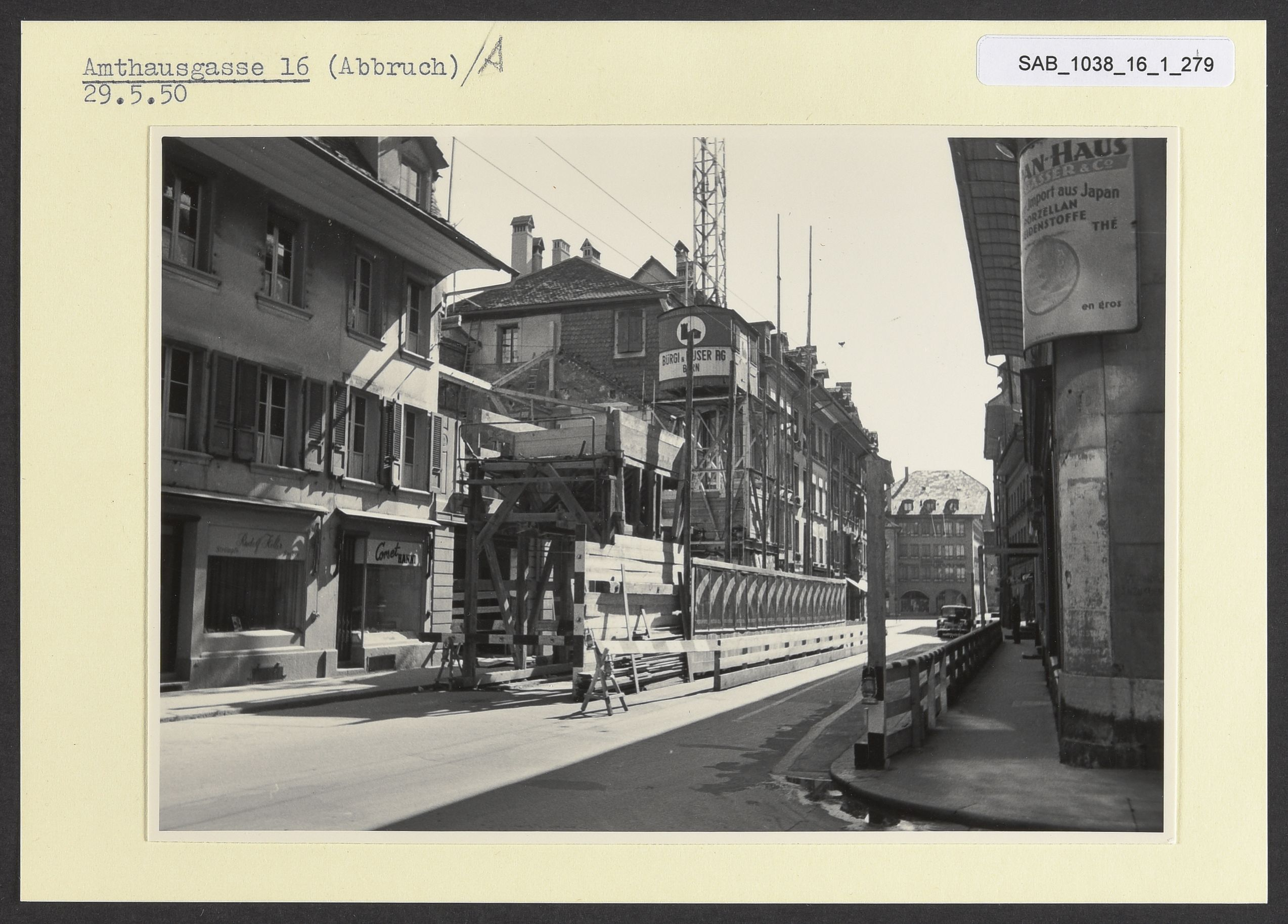
Abbruch Amtbausgasse 16 (1950)